# 耶万德·巴洛贡
宰娜卜·耶万德·奥莫伊拉·巴洛贡（英語：Zainab Yewande Omoyila Balogun；1989年9月28日—），美国和尼日利亚女子足球运动员，司职守门员，目前效力于圣艾蒂安竞技俱乐部和尼日利亚国家女子足球队。她曾代表尼日利亚参加2023年国际足联女子世界杯。